# Musée d'Art moderne et d'Art contemporain (Liège)
 (février 2022).
Si vous disposez d'ouvrages ou d'articles de référence ou si vous connaissez des sites web de qualité traitant du thème abordé ici, merci de compléter l'article en donnant les références utiles à sa vérifiabilité et en les liant à la section « Notes et références ».
Pour les articles homonymes, voir Musée d'art moderne et contemporain et Musée d'art contemporain.
Le musée d'Art moderne et d'Art contemporain ou MAMAC est un musée liégeois, fondé en 1980, et dont les collections sont intégrées en 2011 dans le musée des Beaux-Arts de Liège. Le MAMAC était installé dans l'ancien palais des beaux-arts de Liège de l'Exposition universelle de 1905 situé dans le parc de la Boverie, avant de laisser place à La Boverie.

## Historique

### Fin duXIXesiècle, début duXXesiècle
Dès 1853, un tableau du Français Paul Delaroche, Mater Dolorosa est acquis au Salon pour l'encouragement des beaux-arts comme, en 1866, Intérieur du Bois de Burnham de François Lamorinière et Mer agitée de Paul Clays seront sélectionnés par la commission des Beaux-Arts et le Conseil communal après l’exposition de cette même association.
L’ouverture aux nouveaux courants artistiques tels que le réalisme et, un peu plus tard, le luminisme ne se marquera timidement qu’à la fin du siècle avec, en 1892, l’entrée dans la collection de La Laveuse de navets d’Évariste Carpentier et Le vieux jardinier d’Émile Claus ou, en 1896, La drève ensoleillée de Franz Courtens.
En 1905, même si l’Exposition universelle de Liège consacre enfin la reconnaissance officielle des « Modernes », la démarche reste plus frileuse quand il s’agit d’enrichir les collections de la Ville.
La Nature morte de James Ensor, datée de 1882 et achetée lors du Salon des beaux-arts de l’exposition, reste encore académique et peu significative de l’œuvre du maître. Ce dernier proposa d’ailleurs en 1906 (il renouvellera sa proposition en 1908) de l’échanger contre un tableau qu’il considère comme capital : La Mangeuse d’huîtres, mais il se heurta à un refus catégorique de la Ville qui le jugeait de facture trop audacieuse.
Le Faune mordu de Jef Lambeaux, jugé scandaleux par certains et retiré de l’Exposition de 1905, sera finalement acheté pour le musée, en réparation de l’outrage fait au grand sculpteur.
En 1908, la grande composition d’Henri Evenepoel, Promenade du dimanche au bois de Boulogne ou, en 1909, Le Louvre de Camille Pissarro n’entrent dans les collections qu’exceptionnellement, pour le premier après des menaces de démission générale de la part de la commission des Beaux-Arts face aux réticences de la Ville. Ces œuvres demeurent pourtant avec un autre Claus, Le Châtaignier acquis en 1911 et, Théo van Rysselberghe, La Dame en blanc en 1928, très significatives du néo-impressionnisme auquel la peinture belge resta longtemps fidèle.
Il faudra attendre la fin des années 1930 pour que des acquisitions importantes soient à nouveau effectuées. Tout d’abord en 1938 quand, à l’occasion du Salon des XXVI lettres de l’Alphabet, le choix se porte sur des tableaux de Othon Friesz, Jardin à Toulon ; Albert Marquet, L’Estaque à Marseille, échangé en 1957 pour Le quai du Havre ; Maurice Utrillo, Rue d’Orchamps à Montmartre ; Suzanne Valadon, Nature morte aux fleurs et aux fruits ; Maurice de Vlaminck, Nature morte.
Et, si l’État met alors en dépôt le Portrait de la mère de l’artiste de Fernand Khnopff, ce n’est que cinquante ans plus tard, en 1987, que la Communauté française renouvelle la démarche pour un ensemble d’œuvres sur papier du grand symboliste belge, parmi lesquelles Acrasia et Britomart, volets gauche et droit d’un grand triptyque : L’Isolement de 1894.

### Les achats de Lucerne
L'année 1939 fait date : Liège s’enthousiasme pour son Exposition internationale de l'eau et vit dans l’euphorie ses derniers mois de paix.
C’est dans ce contexte exceptionnel qu’il faut situer ce qui est communément appelé « les achats de Lucerne ». En effet, le 30 juin de cette année-là, la Ville de Liège, grâce à l’aide des « Amis des musées liégeois », acquiert neuf tableaux importants à la vente d'art dégénéré organisée par la galerie Theodor Fischer dans un salon du Grand Hôtel National de Lucerne : La Maison bleue de Marc Chagall, La Mort et les Masques de James Ensor, Le Sorcier d’Hiva-Oa de Paul Gauguin, Monte-Carlo d’Oskar Kokoschka, Chevaux au pâturage de Franz Marc, Portrait de jeune fille de Marie Laurencin, Cavalier sur la plage de Max Liebermann, Le déjeuner de Jules Pascin et La Famille Soler de Pablo Picasso.
La même année, avec le surplus de la subvention réunie pour Lucerne, le musée achète à Paris neuf autres tableaux : Le Port d’Anvers d’Othon Friesz, Paysan au fagot (projet de vitrail) de Marcel Gromaire, Écluse du Moulin Bouchardon à Crozant d’Armand Guillaumin, Nu de Charles Picart-Ledoux, Le Château de Comblat de Paul Signac, Le Moulin de la Galette de Maurice Utrillo, La violoniste de Kees van Dongen, Fleurs rouges de Maurice de Vlaminck.
Ainsi, en peu de temps se constitue le noyau fort de la collection avec des chefs-d'œuvre qui, pour la plupart, se révèlent exceptionnels dans la production de leurs auteurs : ainsi La Maison bleue de 1920, dernière vision idéalisée de Vitebsk avant que Chagall ne quitte sa ville définitivement ; La Mort et les masques, une des variantes les plus éclatantes de ce thème cher à Ensor ; l’énigmatique Sorcier d’Hiva-Oa, une des dernières toiles réalisées par Gauguin en 1902 qui nous entrouvre les portes d’un monde mystérieux ; une vue de Monte-Carlo de 1925 illustre combien le paysage est alors devenu le thème de prédilection de Kokoschka ou encore La Famille Soler, grande composition de commande réalisée à Barcelone en 1903, tout à fait atypique dans l’œuvre de Picasso.
La "deuxième" sélection de 1939 n’en comporte pas moins de tableaux caractéristiques. On remarquera Le port d’Anvers qui fait partie de la série "fauve" des vues du port peintes par Friesz en 1908 en compagnie de Braque ; Le château de Comblat de Signac de 1887, exposé au Salon des XX à Bruxelles l’année suivante, contribua à l’engouement des artistes belges pour le pointillisme ; La violoniste fixe un moment de grâce du meilleur Van Dongen.

### Années 1940-1950
Une décennie sera nécessaire pour voir une relance de l’enrichissement de la collection avec d’une part, en 1949, l’important legs d’œuvres de Gustave De Smet par sa veuve étoffant le fonds d’art flamand et, d’autre part, les achats à Paris d’un tableau fauve de Raoul Dufy, Plage à Sainte-Adresse de 1908 et, d’œuvres de jeunes artistes parisiens ayant figuré au Salon des beaux-arts : Aïzpiri, Daniel, Poirier, Schurr, Verdier.
Dès lors, se développe une politique d’achat plus importante ciblant des artistes belges déjà reconnus : Rik Wouters, Portrait du père de l’artiste ; Théo van Rysselberghe, Les Sœurs du peintre Schlobach ; Henri Wolvens, Passage à niveau à Zeebruges ; George Minne, Extase maternelle et, sur le plan international, privilégiant encore les peintres français.
C’est à cette époque que le musée charge Paul Haesaerts, critique d'art, « de compléter la collection des œuvres modernes de l’École de Paris du musée des Beaux-Arts » ; ce dernier obtient après des démarches auprès d’une série d’artistes, la cession par chacun d’entre eux, d’une œuvre pour la collection liégeoise : en 1951, douze peintres : Lucien Coutaud, Léon Gischia, Vincent Guignebert, Jean Hélion, Jacques Hérold, Félix Labisse, Jacques Lagrange, Fernand Léger, André Lhote, André Marchand, Édouard Pignon et Robert Wogensky et, en 1952, sept autres : Jean Dewasne, Oscar Dominguez, Maurice Estève, Alberto Magnelli, Gérard Schneider, Gustave Singier et Victor Vasarely, pour la plupart significatives des recherches picturales entre permanence de la figuration et formes diverses d’abstraction.
Les collections s’enrichissent parallèlement de dépôts de l’État : Paul Sérusier (en 1954), Alechinsky (en 1955), Constant Permeke (en 1948, 1949, 1959) et, de dons comme celui, en 1951, d’un tableau de Geer van Velde par Peggy Guggenheim. En 1959, Sonia Delaunay offre une de ses gouaches.

### L'APIAW
Il faut s’attarder sur le rôle essentiel de l’Association pour le progrès intellectuel et artistique de la Wallonie (APIAW) créée en 1945 et, de Fernand Graindorge, son président, à partir de 1954, pour la diffusion de l’art à Liège notamment par l’organisation d’expositions avant-gardistes consacrées à des artistes tels que Arp, Braque, Ernst, Kandinsky, Klee, Léger, Magnelli, Matisse, Picasso, … ou encore à des expositions d’ensemble, La Jeune Peinture française, Les Peintres de l’École de Paris, La Jeune Peinture belge, Réalité-Cobra, etc. C’est ainsi qu’entrent dans les collections, des œuvres de Karel Appel, Georges Collignon, Corneille mais aussi Jean Degottex, Jean Gorin, Auguste Herbin, Alberto Magnelli, Georges Mathieu, Ben Nicholson, Serge Poliakoff, Manuel Viola, Jacques Villon, renforçant la représentation de la Nouvelle Abstraction de l’après-guerre.

### Années 1980
Ce phénomène sera encore accentué quand s’effectue, en 1981, la donation de septante œuvres de la Collection Fernand Graindorge au ministère de la Communauté française de Belgique pour le musée d’Art moderne de Liège. On y retiendra un ensemble remarquable de Jean Arp, plusieurs œuvres de Jean Gorin, Robert Jacobsen, Jules Lismonde, Alberto Magnelli, Richard Mortensen mais aussi un Magritte, deux dessins de Matisse, une Grande Tête de Picasso ainsi que les sculptures de Gabriel Chauvin, Joseph Csaky, Berto Lardera, Germaine Richier et Raoul Ubac.
À la même époque, une impulsion nouvelle est donnée aux acquisitions. Le groupe COBRA s’étoffe grâce à Alechinsky, Appel, Dotremont ; le mouvement Supports/Surfaces fait son entrée avec Claude Viallat et marginalement, Simon Hantaï.
Le choix éclectique qui est prôné alors vise à cibler quelques représentants significatifs des différentes tendances, comme Valerio Adami et Jacques Monory dans le genre narratif, la Nouvelle Figuration avec Antonio Recalcati, Carlo Maiolini, l’abstraction informelle de Nicolas de Staël, Antoni Tapies et Bram Van Velde ainsi que des artistes illustrant la grande diversité des genres : Olivier Debré, Gilbert & George, Michel Seuphor, Dan Van Severen...

### Du MAMAC à La Boverie
À la fin de l'année 2011, le musée d’Art moderne et d’Art contemporain ferme ses portes pour laisser place aux travaux qui donneront naissance à La Boverie. Les collections du MAMAC, du « Fonds ancien », du cabinet des Estampes et des Dessins de Liège et du musée de l'Art wallon sont alors rassemblées en une seule entité, le musée des Beaux-Arts.

## Collections
La collection du musée — près de 700 œuvres — permet d'apprécier l'évolution de la peinture et de la sculpture depuis la genèse de l'art moderne (vers 1850) jusqu'aux tendances contemporaines.
L'accent est mis sur les écoles belges et françaises. Corot et Eugène Boudin annoncent l'impressionnisme français (Monet, Pissarro, Guillaumin, Signac, etc.) et belge (Claus, van Rysselberghe, etc.).
Le symbolisme (Fernand Khnopff), le fauvisme (Othon Friesz, Marquet, Vlaminck, etc.) côtoient l'expressionnisme belge (Permeke, Van den Berghe, etc.) et allemand (Franz Marc, Kokoschka).
Les surréalistes belges (Delvaux et Magritte) complètent le panorama.
Les œuvres exceptionnelles de Gauguin, Picasso, Chagall, Ensor renforcent la collection. Les années 1950-1960 sont principalement illustrées par l'abstraction française (Estève, Poliakoff, Magnelli, Mathieu, Vasarely, etc.) et le mouvement Cobra.
La section d'art contemporain (Tapiès, Van Velde, Viallat, Sol Lewitt) encore fort incomplète, est dorénavant un des objectifs principaux du musée. Les expositions, les dépôts publics ou privés, les achats, les dons permettent au musée de remplir pleinement sa mission de musée d'Art moderne et d'Art contemporain.
Le Bassin de Deauville, la Plage de Trouville ou encore le Canal de l’Abattoir à Bruxelles, pour n’en citer que trois, illustrent bien la technique pré-impressionniste des paysages de Boudin aux côtés du tableau de son illustre élève, Le Bassin du Commerce, Le Havre (1874) de Claude Monet.
Les achats d’œuvres vont s’effectuer régulièrement à l’occasion des différents salons triennaux, quadriennaux ou autres organisés par l’Association liégeoise pour l’encouragement des beaux-arts depuis le milieu du XIXe siècle jusqu’en 1921, date à laquelle le relais sera assuré par la Société royale des beaux-arts, nouvellement créée.

### Index des artistes
- Andrea : Manifestation (1988).

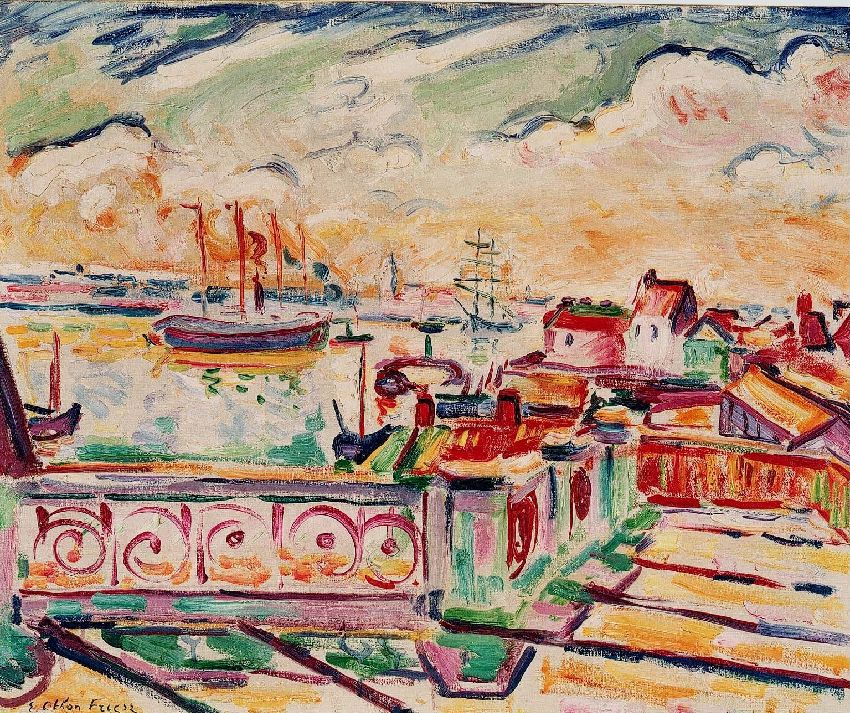
Othon Friesz, Le Port d'Anvers, 1906.

- Eugène Boudin : Trouville, scène de plage (1884).
- Évariste Carpentier : La laveuse de navets (1890).
- Marc Chagall : La Maison bleue (1920).
- Émile Claus : Le vieux jardinier (1885).
- Camille Corot
- Franz Courtens : La Drève ensoleillée (1892).
- Paul Delvaux
- James Ensor : La Mort et les Masques (1897).
- Maurice Estève
- Henri Evenepoel : Promenade du dimanche au Bois de Boulogne (1899).
- Othon Friesz : Le Port d'Anvers (1906).
- Paul Gauguin : Le Sorcier d'Hiva Oa ou Le Marquisien à la cape rouge (1902).
- Armand Guillaumin : L’Écluse du Moulin Bouchardon, à Crozant (après 1892).
- Fernand Khnopff : Portrait de Mme Edmond Khnopff (1885).
- Oskar Kokoschka : Monte Carlo (1925).
- Eugène Laermans : Les Intrus (1903).
- Marie Laurencin : Portrait de jeune fille (1924).
- Sol LeWitt
- Alberto Magnelli
- Franz Marc : Chevaux au pâturage (1910).
- Albert Marquet : Le Quai du Havre (1934).
- Claude Monet : Le Bassin du commerce, Le Havre (1874).
- Constant Permeke : Les Époux (1932).
- Pablo Picasso : La Famille Soler (1903).
- Camille Pissarro : Le Louvre, printemps (1901).
- Serge Poliakoff
- Paul Sérusier : Bords de mer (1914).
- Paul Signac : Le Château de Comblat (1887).
- Antoni Tàpies
- Maurice Utrillo : Le moulin de la Galette (1922).
- Kees van Dongen : La Violoniste (vers 1922).
- Théo van Rysselberghe : Les Sœurs du peintre Schlobach (1884).
- Suzanne Valadon : Nature morte aux fleurs et fruits (1930).
- Victor Vasarely
- Mark Verstockt
- Claude Viallat
- Maurice de Vlaminck
- Rik Wouters : L’Homme au chapeau de paille (1913).